# Elliot Del Borgo
Elliot A. Del Borgo (* 27. Oktober 1938 in Port Chester, New York; † 30. Mai 2013 in North Port, Florida) war ein US-amerikanischer Komponist, Musikpädagoge  und Trompeter.

## Leben
Er studierte am University College in Potsdam, New York, und bekam 1960 den Bachelor of Science. Sodann wechselte er an die Temple University, an der er 1962 diplomierte. Ein weiterer Wechsel folgte an das Philadelphia Konservatorium, wo er seine Studien mit Musiktheorie und Komposition bei Vincent Persichetti und Trompete bei Gilbert Johnson vervollständigte.
Del Borgo war Dozent für Trompete in Philadelphia und Pennsylvania von 1960 bis 1965. Die Crane School of Music verpflichtete ihn 1966 als Professor für Komposition, Blasorchester-Direktion, Orchestration, Kontrapunkt, Dirigier- und Probentechnik, Trompete, Musiktheorie und grafische Notation in der zeitgenössischen Musik. Dies verschaffte ihm Verpflichtungen als Referent und Gastdirigent bei verschiedenen Institutionen und Orchestern.
Kompositorisch fühlte er sich Paul Hindemith und dessen Definition von Gebrauchsmusik verpflichtet. Del Borgos Œuvre umfasst über 600 für nahezu alle Genres, wobei er technisch sowohl Anfängerliteratur als auch sehr anspruchs- und niveauvolle Literatur für Berufsmusiker komponierte. Für die Olympischen Winterspiele 1980 in Lake Placid schuf er die Musik.

## Werke

### Werke für Orchester
- 1999: The Steppes of Russia
- Andover Holiday
- Arlington Sketches
- Battle Hymn Fantasia
- Classic sinfonia
- Clog Dance
- Concerto for Orchestra Nr. 4
- Concerto grosso
- Coronation March
- Dance szenario
- Danza antico
- Divertimento
- Double Trouble
- The Dreidel
- Encore! Encore! – basierend auf den Can Can aus Gaîté Parisienne von Jacques Offenbach
- Entry of the Nobles
- Fantasia on Amazing Grace
- God rest ye merry gentlemen
- Gregorian Christmas
- Gregorian Rhapsody
- Highride Overture
- Hymn Song Fantasia
- Irish Suite
- Joyouse Suite of Carols
- Lo’how a rose e’er blooming
- Londonderry Air
- Marche Oriental
- Overture Classique
- Passacaglia in D-Major
- Petite Overture
- Royal Court Dance
- Rustic Dance
- Scene de la mer
- Shaker Fantasia
- Sinfonia a tre
- Sinfonia in g
- Sonatine classique
- Sonatine in G-Major
- Stringchant
- Suite francaise
- Swing into Strings
- Tryptich for Christmas
- Waltz tryptich
- Wexford Circle

### Werke für Blasorchester
- 1973: Music for Winds and Percussion
- 1974: Adagio for Winds
- 1975: Commemoration Overture
- 1976: Symphonic Sketches
- 1976: Toccata i dodici
- 1978: Do not go gentle in that good night
- 1980: Rhapsody for Band
- 1980: Chant Variants – Symphonische Variationen über den Gregorianischen Psalm Veni Creator Spiritus
- 1981: Rituale
- 1983: Cantica sacra
- 1984: Psalm and Celebration
- 1984: Statements
- 1984: Vistas
- 1985: Canzonetta
- 1985: Festa
- 1985: Jubiloso
- 1985: Prelude, Passacaglia and Fugue
- 1986: Ring of Honor
- 1986: Sinfonia marciale
- 1987: Centennial Ode
- 1987: Gaelic Rhapsody
- 1987: Sunridge
- 1989: A Christmas Fantasia
- 1989: Centennial Celebration
- 1989: Triumphant Overture
- 1990: Hampshire Sketches
- 1990: Lancaster Overture
- 1990: Symphonic Suite
- 1992: Blue Ridge Holiday
- 1992: Festive Anthem
- 1992: Overture for a Festival
- 1992: Overture for Winds
- Canterbury Overture
- Chant Rituals
- Chesapeake
- Choral and Canon
- Choral and Variant
- Chromos
- Corinthian Overture
- Dodecaphonic Essay für Klarinetten-Chor
- Dramatic Essay
- Festive Toccata
- Fire Dance
- A flemish carol
- Heraldic Legend
- Hopak für Klarinetten-Chor
- Irish Suite für Klarinetten-Chor
- Irish Suite für Saxophon-Quartett
- Jesus bleibet meine Freude von Johann Sebastian Bach für Klarinetten-Chor gesetzt
- Kachina Dance
- Lux Aeterna
- Partita
- Prelude and Toccata
- Symphonic Essay
- Symphonic Legend
- Tryptich
- Tryptich II
- Flight of Eagles

### Werke für Percussion-Ensemble
- Dimensions
- Drum-Check für Perkussion-Sextett
- Essay for percussion für Perkussion-Sextett
- Holiday for Drums für Perkussion-Quintett
- Mosaics for Percussion für Perkussion-Quintett
- Preludio for Percussion für Perkussion-Sextett
- Rondo for five für Perkussion-Quintett
- Scenario for Percussion für Perkussion-Quintett
- Sound Scape I für Perkussion-Sextett